# Bobby Combe
James Robert Combe, noto come Bobby (Leith, 29 gennaio 1924 – 19 gennaio 1991), è stato un calciatore scozzese, di ruolo centrocampista.

## Palmarès

### Club

#### Competizioni nazionali
- Campionato scozzese: 3

Hibernian: 1947-1948, 1950-1951, 1951-1952